# 萨勒河畔瑙姆堡
萨勒河畔瑙姆堡（德語：Naumburg (Saale)），通称瑙姆堡（德語：Naumburg，發音：[ˈnaʊmbʊɐ̯k] ⓘ），是德国萨克森-安哈尔特州布尔根兰县的城市，也是布尔根兰县的县治，面积129.9平方千米，2023年12月31日人口为32,336人。
对瑙姆堡最早的文字记录可以追溯到1012年，1114年开始形成一个城镇，在中世纪时成为一个重要的商业中心，1278年开始出现瑙姆堡市集，但三十年战争和1500年以后形成的莱比锡市场，使瑙姆堡失去了重要的商业地位。第二次世界大战后隶属于东德，当地集中了机械制造、制药和制鞋业，前苏联的一个空军基地驻扎在这里。1989年两德合并后，这里新建了许多教堂。
瑙姆堡的產業包含食品製造，紡織，機械及玩具，瑙姆堡也位於葡萄酒的產區。每年6月的最后一周，是樱桃成熟的季节，瑙姆堡有一个源于16世纪的胡斯樱桃节。
2010年1月1日，市镇巴特克森、克勒尔帕-勒布许茨、亚尼斯罗达和普里斯尼茨并入萨勒河畔瑙姆堡。

## 友好城市
萨勒河畔瑙姆堡与以下城市结为友好城市：
- 德国 亚琛
- 德国 尼达
- 法國 莱叙利斯